# Đài tưởng niệm máy bay RAF ở Dębina Zakrzowska
Đài tưởng niệm máy bay RAF nằm ở thôn Dębina Zakrzowska, miền nam Ba Lan, đánh dấu nơi các phi công Anh, Canada và Úc thiệt mạng trong đêm 4-5 tháng 8 năm 1944, khi máy bay ném bom Halifax của họ, từ Phi đội 148 của RAF, đã bị một máy bay chiến đấu của Đức bắn hạ. Họ đang bay trong một nhiệm vụ như một phần của lực lượng không vận Warsaw, để cung cấp cho Quân đội chủ nhà Ba Lan mà Cuộc nổi dậy Warsaw vừa mới bắt đầu. Do thay đổi trật tự, máy bay ném bom đã cất cánh từ căn cứ của nó ở Brindisi ở Ý với các hướng dẫn để chuyển hướng thả bom sang các đảng phái trong vùng lân cận Miechów, khá thiếu nguồn vốn. Những người đàn ông ban đầu được chôn cất tại nghĩa trang quân đội ở Wojnicz, nhưng thi thể của họ sau đó được hồi hương về đất nước của họ.
Đài tưởng niệm, được thiết kế bởi Liliana và Otto Schier, được tạo thành từ một khối bê tông với đôi cánh cao hai mét đứng trên cây thánh giá và mang biểu tượng mỏ neo của Nhà nước ngầm Ba Lan và Đức Mẹ Częstochowa. Nó được tài trợ và dựng lên bởi các cư dân của Dębina và xã Wojnicz. Nó được công bộ vào ngày 4 tháng 8 năm 1991. Đài tưởng niệm nằm ở ngay vị trí trên khu vực gặp nạn, trên những cánh đồng bên kia chuồng trại cuối cùng ở rìa phía tây của ấp.
Các tấm bảng trên tượng đài liệt kê tên của bảy phi hành đoàn:
D. Aird (Anh), Ch. A. Beanland (Canada), A. Bennett (Úc), JA Carroll (Anh), Ch. W. Crabtree (Anh), DJ Mason (Anh), A. Sandilands (Anh), sĩ quan và quân nhân của RAF, RAAF và RCAF
Mỗi năm, vào ngày kỷ niệm vụ tai nạn, cộng đồng địa phương tổ chức lễ tưởng niệm những người lái máy bay rơi, thắp nến và cắm hoa trên đài tưởng niệm.

## Hình ảnh

Trang web sự cố
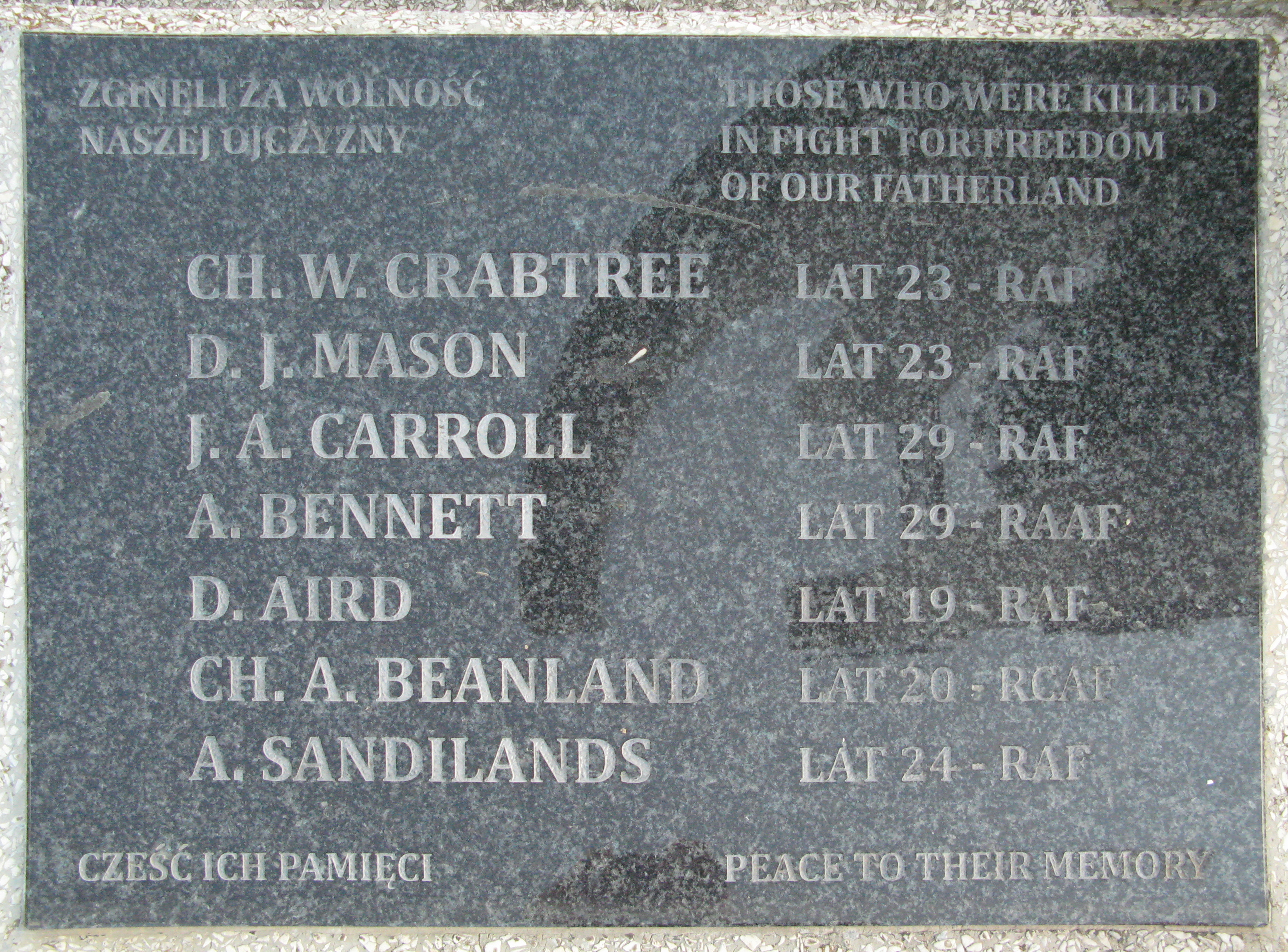
Bảng với tên và tuổi của các phi công
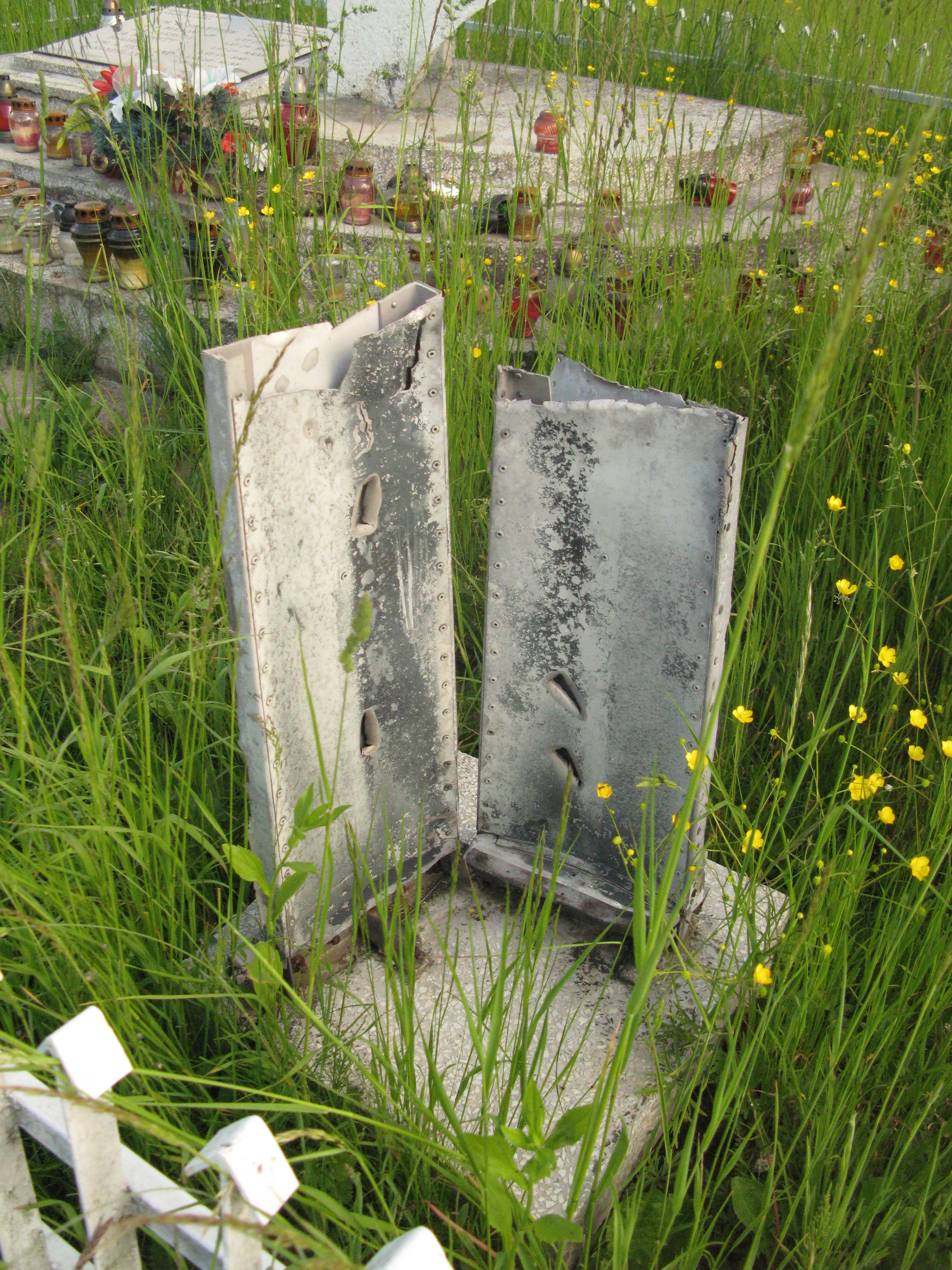
Những mảnh vỡ được thu thập từ đống đổ nát của thành phố Halifax
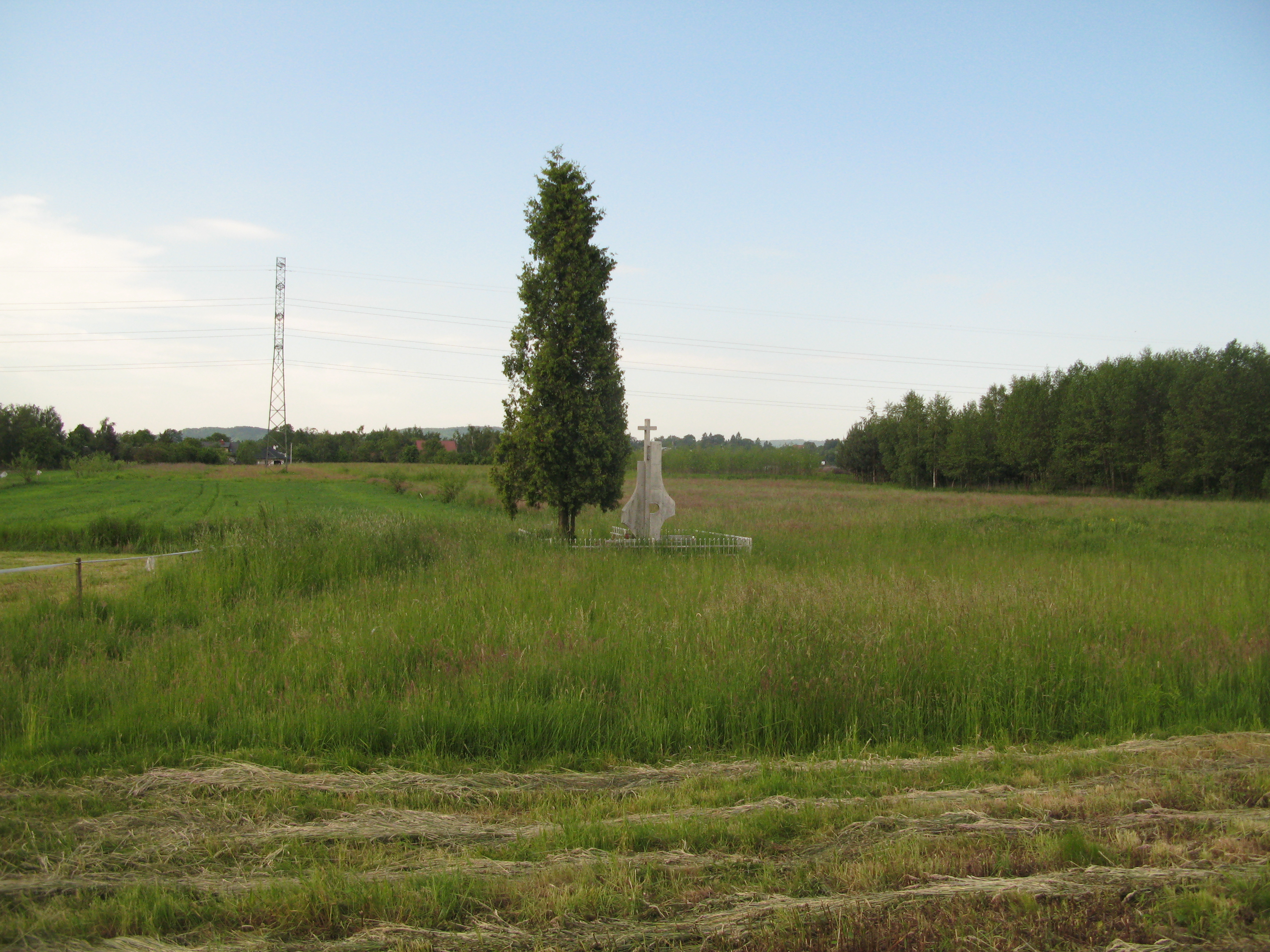
Phong cảnh xung quanh đài tưởng niệm